# 24e régiment d'artillerie
Le 24e régiment d'artillerie est une unité d'artillerie française, formée en 1871 à Tarbes, avec les débris du régiment d'artillerie à cheval de la Garde impériale du second Empire. Il est dissout en 1992.

## Création et différentes dénominations
- 29 mars 1871 : formation du 24e régiment d'artillerie (24e RA)
- 1883 : devient le 24e régiment d'artillerie de campagne
- 1919 : provisoirement appelé régiment d'artillerie de marche 24-224
- 1919 : renommé  24e régiment d'artillerie de campagne
- 1924 : devient 24e régiment d'artillerie divisionnaire
- 1940 : capture du régiment 21 juin,
- 1er août 1940 : recréation sous le nom de régiment d'artillerie de la 17e région militaire
- 1er septembre 1940 : reprend le nom de 24e régiment d'artillerie
- 27 novembre 1942  : dissolution
- 1945 : recréation du 24e régiment d'artillerie
- Mars 1946 : dissolution du régiment
- 1er août 1946 : recréation du 24e régiment d'artillerie
- 1er avril 1956 : le deuxième groupe est transformé en groupe de marche à pied et devient le 62e groupe d'artillerie le 30 juin 1959
- 1er avril 1956 : le troisième groupe est transformé groupe de marche mixte (à pied et 105HM2) et devient le 24e groupe d'artillerie le 1er octobre 1962
- 1er juillet 1958 : le premier groupe devient le Centre d'Instruction du 1/24 puis le 73e régiment d'artillerie le 1er février 1960
- 1981 : recréation du 24e régiment d'artillerie
- 1992 : dissolution

## Colonels et chefs de corps
- 30 mars 1871 : Jean Nicolas Eugène Melchior[1]
- 8 mai 1874 : Auguste Georges Denecey de Cévilly[2]
- 1878 : colonel Charpentier de Cossigny
- 1882 : colonel Calemard de Genestoux
- 1886 : colonel Sionnet
- 1888 : colonel Dufort
- 1895 : colonel Solier
- 1898 : colonel de Carsalade
- Vers 1912 : colonel Dunal[3]
- septembre 1914 : lieutenant-colonel Chaumeton[3]
- septembre 1916 : colonel Ferreyra[4]
- décembre 1918 : colonel Lips[5]
- 1981 : Yves Madelin[6]
- 1982 : Serge Houot[6]
- 1984 : Jean-Claude Crouinaux[6]
- 1986 : Jean-Louis Blanchet[6]
- 1988 : Jean-Philippe Wirth[6]
- 1991 : Michel David[6]

## Historique des garnisons, combats et batailles

### De 1871 à 1914
Le 24e régiment d'artillerie est formé par décret du 29 mars 1871 et organisé à Tarbes avec les débris de l'état-major et des batteries du régiment d'artillerie à cheval de la Garde impériale du Second Empire qui avaient échappé aux désastres de l'armée du Rhin lors de la guerre franco-prussienne de 1870. A ce titre, le 24e régiment d'artillerie est le continuateur de la compagnie d'artillerie à cheval de la Garde consulaire créée en 1800.
Conformément au décret du 20 avril 1872 le régiment est réorganisé avec son dépôt et ses 2 premières batteries à cheval. Il cède 2 batteries au 14e régiment d'artillerie et 2 autres batteries au 21e régiment d'artillerie. Il reçoit en échange 2 batteries montées du 10e régiment d'artillerie, 1 batterie du 2e régiment d'artillerie, 1 batterie du 6e régiment d'artillerie, et 3 batteries du 14e régiment d'artillerie. 
En 1873, il fait partie de la 18e brigade d'artillerie, conserve 8 de ses batteries, cède 1 batterie au 20e régiment d'artillerie, 1 batterie au 34e régiment d'artillerie et 2 batteries au 38e régiment d'artillerie et reçoit 1 batterie à cheval du 14e régiment d'artillerie.
Il devient régiment d'artillerie de campagne le 1er septembre 1883. 
En octobre 1885, dans le cadre de la guerre franco-chinoise, une batterie du régiment est envoyée au Tonkin et elle participe à la prise de Than-Maï.

### Première Guerre mondiale
En casernement à La Rochelle

#### Affectation
18e brigade d'artillerie (en temps de paix), artillerie de la 35e division d'infanterie (guerre).
Composition : 3 groupes de 9 batteries de 75 (36 canons).

#### 1916
La Champagne
- 10 octobre : Le 24e RAC relève le 21e RAC dans le secteur Souain.

### Entre-deux-guerres

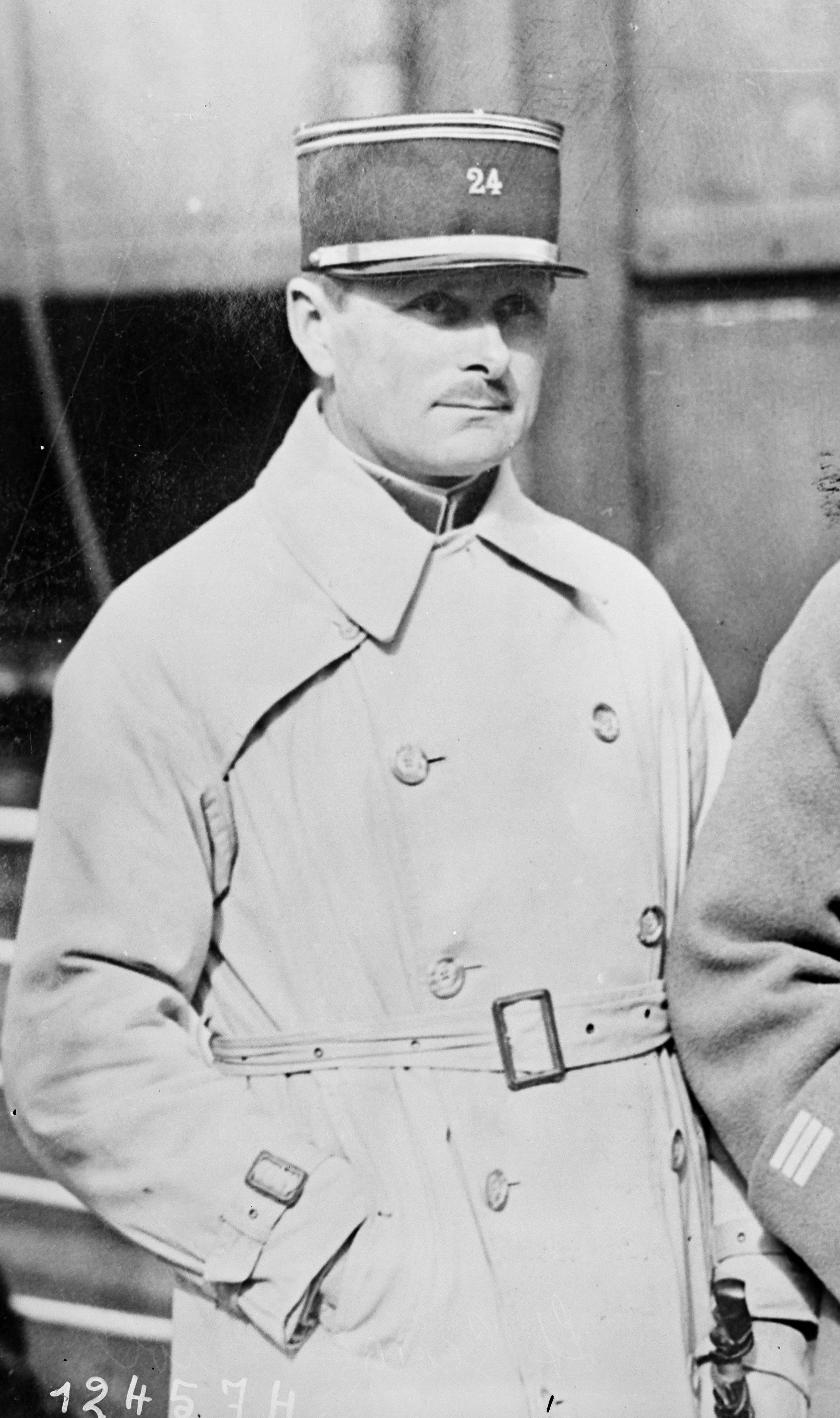
Lieutenant du en 1927.

En 1919, il forme un régiment de marche avec le 224e régiment d'artillerie de campagne, le 24-224 régiment de marche d'artillerie.
Il rejoint ensuite Tarbes à la fin 1919 et est renommé 24e régiment d'artillerie divisionnaire en 1924.

### Seconde Guerre mondiale
À la mobilisation de 1939, il se dédouble pour former le 224e régiment d'artillerie lourde divisionnaire. Les deux régiments sont affectés à la 36e division d'infanterie (36e DI). À la fin de la bataille de France, le 24e RAD est capturé le 21 juin 1940 par les Allemands.

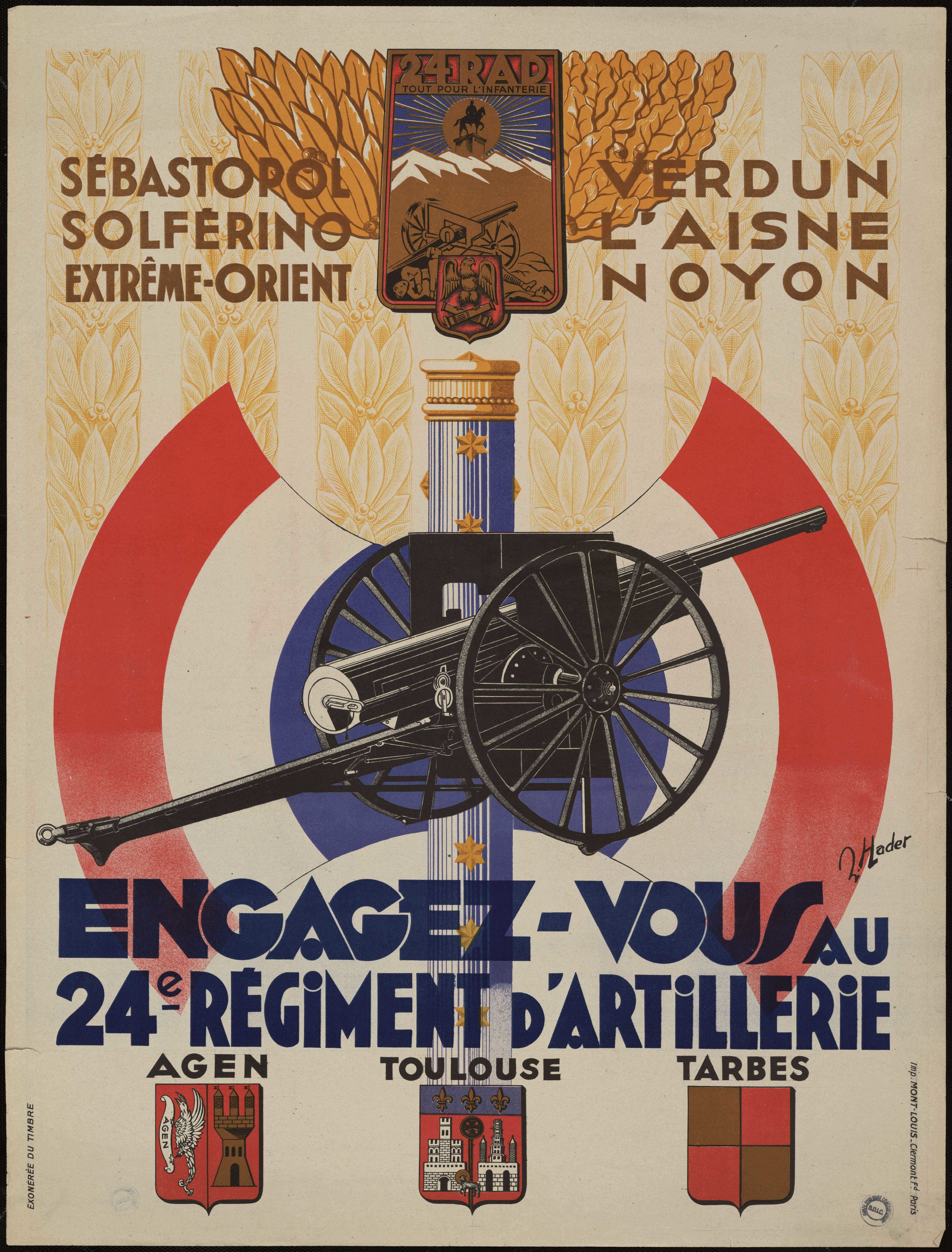
Affiche de recrutement pour le sous Vichy.

Le régiment est recréé au sein de l'armée d'Armistice. Il est alors le régiment d'artillerie de la 17e division militaire (Clermont-Ferrand). Il est dissous en novembre 1942 après l'invasion de la France libre.

### De 1945 à nos jours

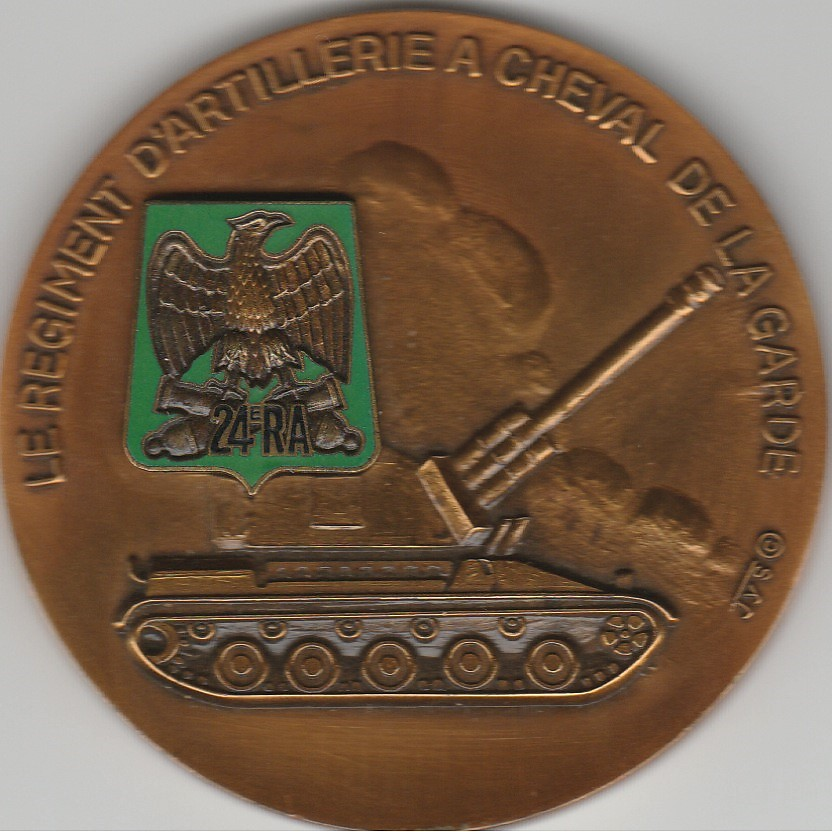
Médaillon du 24e régiment d'artillerie en 1988.

Le 1er avril 1945, le régiment est recréé et forme l'artillerie de la 36e DI également recréée. Le régiment est dissous en mars 1946 en même temps que la division. Le 62e RAA, qui avait accueilli ses personnels lors de la dissolution, est renommé 24e régiment d'artillerie le 1er août 1946.
Recréé le 1er octobre 1981 à Reutlingen (RFA) après la dissolution du 73e régiment d'artillerie, puis dissous en 1992. La batterie d'instruction (B11) était elle située à Tübingen accueillie au sein du 24e GC.

## Décorations
Deux fois cité à l'ordre de l'armée en 1914-1918, le régiment porte la fourragère aux couleurs de la croix de guerre 1914-1918.
Son étendard porte, cousues en lettres d'or dans ses plis, les inscriptions suivantes :
- Sébastopol 1855
- Solférino 1859
- Extrême Orient 1884-1885
- Verdun 1916
- l'Aisne 1917
- Noyon 1918

## Personnalités
- Louis Blériot (1872-1936) d'octobre 1895 à octobre 1896 à Tarbes.
- Paul Courounet (1908-1961), Compagnon de la Libération.
- Ferdinand Foch (1851-1929) maréchal de France y a servi à la 9e batterie en 1874;

## Devise
- Tout pour l'infanterie[réf. nécessaire]

## Sources et bibliographie
- Henri Kauffert : Historique de l'artillerie française.
- Historique du 24e régiment d'artillerie de campagne, du 2 août 1914 au 11 janvier 1919 ; et du 5e groupe du 118e régiment A.L., du 26 mars 1918 au 11 janvier 1919, Tarbes, Impr. de Lesbordes, 1920, 43 p., lire en ligne sur Gallica.
- Louis Susane : Histoire de l'artillerie Française
- Historiques des corps de troupe de l'armée française (1569-1900)